# توشینوبو کاتسویا
توشینوبو کاتسویا (به انگلیسی: Toshinobu Katsuya) بازیکن فوتبال اهل ژاپن و عضو تیم ملی فوتبال ژاپن است که در تاریخ ۲۲ سپتامبر ۱۹۸۵ میلادی اولین بازی ملی‌اش را انجام داد. او در ۲۷ بازی ملی حضور داشت و آخرین بازی ملی خود را در تاریخ ۲۸ اکتبر ۱۹۹۳ میلادی انجام داد. توشینوبو کاتسویا در بازی‌های ملی‌اش
گلی به ثمر نرساند.